# Burgstall Hohenrasch

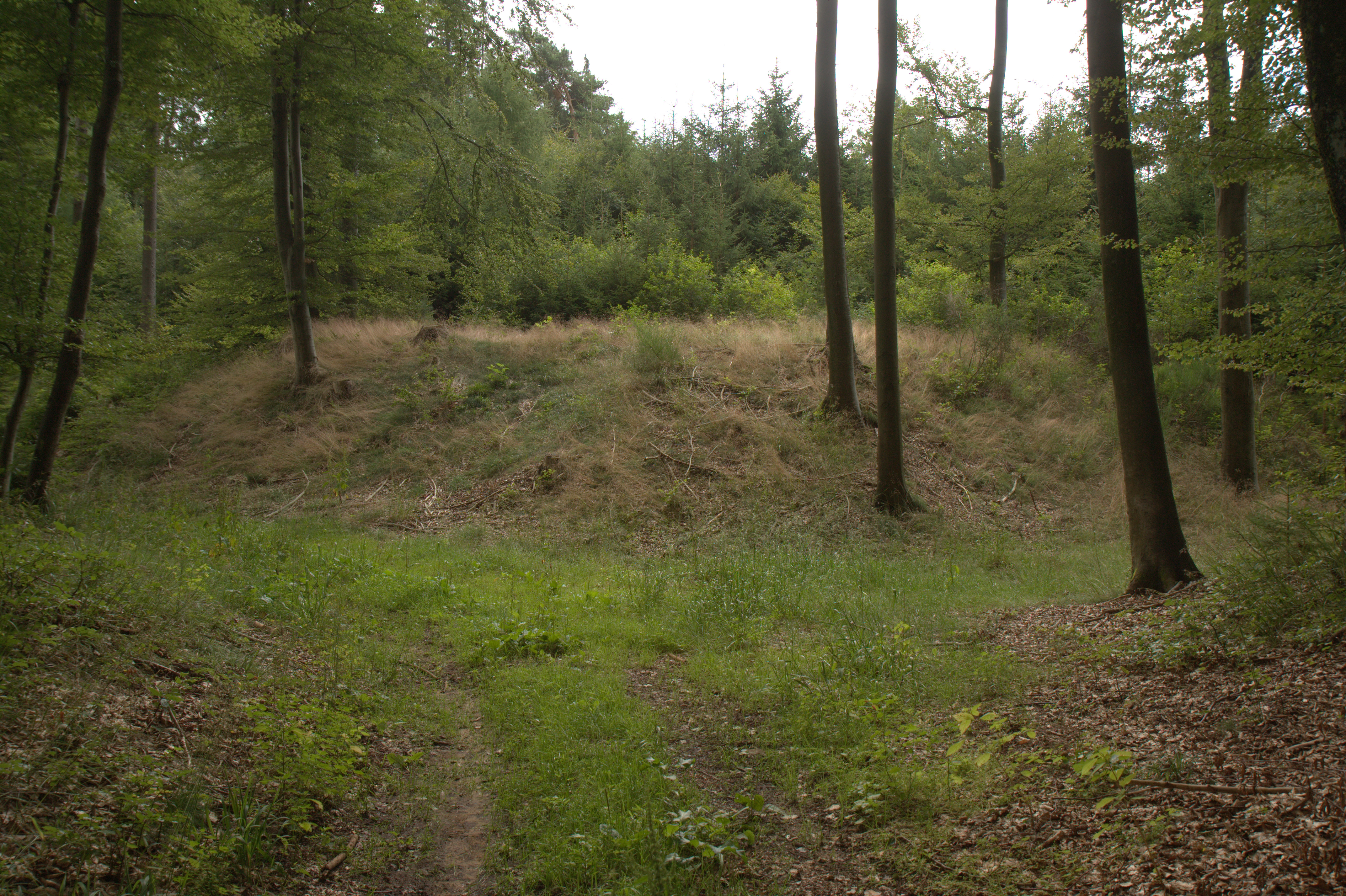
Vorburghügel des Burgstalles im Winterleitenholz (Juli 2011)

Der Burgstall Hohenrasch ist vermutlich die Stelle der abgegangenen hochmittelalterlichen Reichsburg Hohenrasch. Die Burgstelle befindet sich auf der Westseite des Rascher Berges, der sich über dem Tal der Schwarzach erhebt, und liegt ostsüdöstlich des Dorfes Rasch in der Gemeinde Altdorf bei Nürnberg im mittelfränkischen Landkreis Nürnberger Land in Bayern.
Ob dies der Standort der Burg Hohenrasch ist, kann noch nicht mit Sicherheit bestätigt werden, nach neuerer Literatur könnte sie auch auf der südlich gegenüberliegenden Bergseite gelegen haben. Dort befindet sich ein weiterer Burgstall in der Waldflur Winterleitenholz, von dem noch ein Turmhügel mit einem eindrucksvollen Ringgraben erhalten ist. Vom Burgstall auf dem Rascher Berg hat sich nur ein doppelter Wallgraben und eine Mulde erhalten, die Stelle ist heute als Bodendenkmal ausgewiesen.

## Geographische Lage
Der Burgstall der Höhenburg vom Typus einer Turmhügelburg (Motte) liegt etwa 1800 Meter ostsüdöstlich der Evangelisch-lutherischen Pfarrkirche St. Michael in Rasch oder 3900 Meter südöstlich der Ortsmitte von Altdorf, unmittelbar an der Grenze zum Regierungsbezirk Oberpfalz.
Die Stelle der abgegangenen Burg befindet sich in der Mittleren Frankenalb, auf dem freistehenden, und langgestreckten Rascher Berg, der sich von Südosten nach Nordwesten erstreckt. Der 469 m ü. NHN hohe Berg fällt an allen Seiten steil in die umliegenden Täler ab, im Osten, Norden und Westen wird er von der Schwarzach umflossen, im Süden wird er vom Ludwig-Donau-Main-Kanal begrenzt.
Die frühere Burg lag etwa 70 Höhenmeter über dem Talboden auf dem Westende des Berges, das sich nur wenige Meter unterhalb des Gipfelpunktes erstreckt. Das leicht nach Westen abfallende und eher Schmale Ende des Berges ist durch den Steilabfall von Natur aus gut geschützt, nur die ansteigende Ostseite musste durch Wälle und Gräben gesichert werden.
In der Nähe befinden sich noch weitere ehemalige mittelalterliche Burgen, nur etwa 980 Meter südlich liegt ein Burgstall im Winterleitenholz, der ebenfalls als Standort der Burg Hohenrasch in Frage kommt. Etwa 1200 Meter nordnordöstlich liegen auf dem Klosterberg bei Gnadenberg ebenfalls zwei Burgställe, über die nicht sehr viel bekannt ist. Von ihnen erhielt sich nur ein Ringgraben bzw. ein Halsgraben. Im westlich gelegenen Ort Rasch liegt unmittelbar östlich der Pfarrkirche der Herrensitz Welserschloss, welcher auch als Niederrasch bezeichnet wird.
In westlicher Richtung stand einst die Burg Prackenfels, heute ein weiterer Burgstall von dem sich keinerlei Reste erhalten haben, am nördlichen Talrand der Schwarzach im gleichnamigen Ort. Etwas weiter westlich liegt die Halbruine der Burg Thann in der Gemeinde Burgthann. Im Südosten befindet sich die Ruine der Burg Haimburg.